# Berechiu, Arad
Berechiu este un sat în comuna Apateu din județul Arad, Crișana, România. Este situat în Câmpia Crișurilor.